# رادالبوویر
رادالبوویر(به انگلیسی: Radalbuvir) (INN، همچنین به عنوان GS-9669 نیز شناخته می شود) یک داروی ضد ویروس تحقیقاتی برای درمان عفونت ویروس هپاتیت سی (HCV) است که توسط گیلیاد ساینسز توسعه یافته است. رادالبوویر به عنوان یک مهارکننده NS5B عمل می کند و در حال حاضر در مراحل کارآزمایی بالینی قرار دارد. این دارو  پلیمراز NS5B را هدف قرار می دهد.